# Étienne le Jeune
Étienne le Jeune (en grec Στέφανος ό Νέος) est un moine byzantin du VIIIe siècle, né à Constantinople en 715, mort exécuté dans la même ville le 20 novembre 765, fêté par l'Église orthodoxe comme un saint martyr de la double cause de l'idéal monastique et de la vénération des images, commémoré le 28 novembre (date de son exécution selon sa Vie). Il est également fêté par l'Église latine.

## Sources
La principale source est la Vie d'Étienne le Jeune, écrite, d'après le prologue, quarante-deux ans après la mort du saint (soit en 807/808 ou en 809/810, car la Vie elle-même situe cette mort en 767, le saint étant dans sa cinquante-troisième année), par son homonyme Étienne, diacre de la cathédrale Sainte-Sophie, pour le compte d'« abba » Épiphane, ermite du mont Saint-Auxence, et successeur en ce lieu du saint. Il est possible qu'Étienne le Diacre ait participé au IIe concile de Nicée qui restaura le culte des images (787), car deux ou trois « Étienne » différents, diacres de Sainte-Sophie, sont signalés parmi les intervenants.
Deux autres sources qui relatent l'exécution du saint sont : le Breviarium du patriarche Nicéphore, rédigé probablement dans les années 780 (§ 81), et la Chronique de Théophane le Confesseur, mort en 817 (p. 436-437, éd. De Boor). Parmi les textes antérieurs à 843, la mort d'Étienne le Jeune est également mentionnée dans la Vie de Nicétas de Médicion. Un autre Vie d'Étienne le Jeune a été rédigée au Xe siècle par Syméon Métaphraste.

## Biographie

### Jeunesse
Étienne naît à Constantinople dans une famille modeste et pieuse, d'un père, nommé Grégoire, « travaillant de ses mains ». Il a deux sœurs aînées. Sa mère, Anne, après avoir invoqué la Vierge de Constantinople, est enceinte de lui le jour de l'intronisation du patriarche Germain Ier (11 août 715), qui le bénit alors au nom d'Étienne le « protomartyr ». L'enfant est baptisé par le patriarche le Samedi saint de l'an 716. Il suit l'école élémentaire à partir de l'âge de six ans, et y étudie les Saintes Écritures.
Arrivé dans sa seizième année (donc en 730/731), Étienne est conduit par ses parents au mont Saint-Auxence et présenté à l'ermite Jean, successeur d'Auxence, qui, depuis son ermitage, qui est une grotte, dirige un monastère d'hommes situé à proximité. Jean tonsure Étienne et le revêt de l'habit monastique, et le jeune homme est admis dans le monastère. Il se met au service de l'ermite pour le nécessaire, « transportant l'eau de fort loin ». À la mort de son père, il se rend à Constantinople, vend tous les biens de la famille, et ramène avec lui sa mère et une de ses sœurs, appelée Théodote, l'autre étant déjà entrée dans le monastère urbain Tou Monokioniou. Il fait bénir les deux femmes par l'ermite Jean, et les fait entrer dans le monastère féminin des Trikhinaréai, fondé par Auxence à une distance d'un mille de son ermitage.

### L'ermite
Quand l'ascète Jean meurt, Étienne est auprès de lui. C'est lui qui « frappe la simandre pour faire connaître la dormition du père », attirant ainsi un chœur d'ascètes des monts alentour pour la célébration des funérailles. Il est alors dans sa trente-et-unième année (donc en 745/746), et prend directement la succession de Jean dans son ermitage (devenant ainsi, selon la Vie, « le sixième » depuis Auxence, mais ce dernier ayant vécu au Ve siècle, il n'a pas pu y avoir, en trois siècles, la succession ininterrompue de seulement cinq ermites).
Sa réputation de sainteté se répandant, il attire bientôt des disciples qui le supplient de les laisser habiter avec lui. Il fait alors construire un autre monastère près du sommet du mont, sous le vocable de saint Auxence. Mais dans sa quarante-deuxième année (donc en 756/757), il décide de s'imposer une réclusion plus rigoureuse : abandonnant la gestion du couvent Saint-Auxence à Marinos, le premier disciple qui s'est présenté à lui, il s'aménage une étroite cellule, creusée dans le sol, dans un lieu inaccessible de l'autre côté du sommet. Il reçoit alors la visite d'habitants de Constantinople venant solliciter sa bénédiction, dont une riche veuve qui retourne vendre tous ses biens, rapporte une partie de l'argent à Étienne qui le confie à Marinos pour le dépenser au profit des paysans du voisinage, et prend l'habit monastique des mains d'Étienne dans le monastère des Trikhinaréai.

### L'opposition à l'empereur

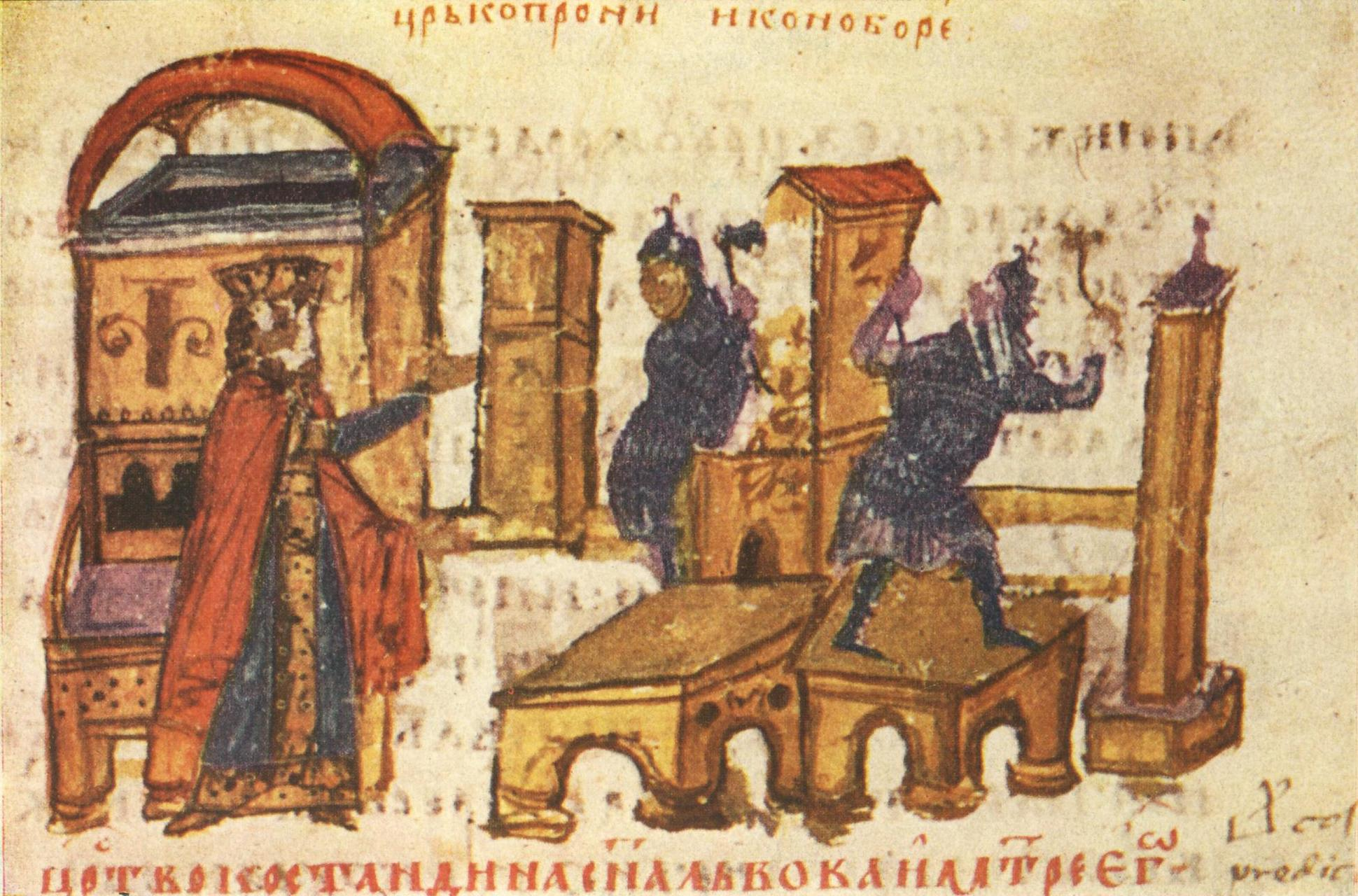
Constantin V dirigeant les travaux de destruction des images, miniature du XIVe siècle de la Chronique de Constantin Manassès.

Des moines de la région de Constantinople et de Bithynie s'assemblent aussi autour de lui en opposition à la politique iconoclaste menée par l'empereur Constantin V, et notamment aux décrets du concile de Hiéreia (754). Il leur recommande l'exil en Tauride, en Épire, en Italie du sud, dans les régions méridionales de l'Asie Mineure, à Chypre et au Liban ; il leur rappelle que le pape et les patriarches d'Alexandrie, d'Antioche et de Jérusalem rejettent « le dogme infâme des brûleurs d'icônes », ainsi que Jean Damascène (mort en 749 et condamné à Hiéreia).
L'empereur envoie un patrice du nom de Calliste auprès d'Étienne pour le faire souscrire aux décrets du concile. L'ermite refuse en répondant que « les décrets de ce pseudo-concile sont hérétiques ». Calliste ayant rapporté ces propos au souverain, celui-ci, furieux, le renvoie avec une troupe de soldats, qui arrachent l'ermite à sa grotte (forcés de le porter, car « ses mollets s'étaient collés à ses cuisses ») et l'enferment avec d'autres moines dans le tombeau de saint Auxence (apparemment vaste bâtiment). Les soldats, impressionnés par l'ascète, n'exécutent d'ailleurs leurs ordres qu'à contre-cœur. 
Calliste parvient à corrompre un des disciples d'Étienne, dénommé Serge. Celui-ci se rend auprès du « directeur du fisc du golfe de Nicomédie », qui porte le surnom d'Aulikalamos (« Pipeau de cour »), et tous deux rédigent un rapport diffamatoire sur Étienne, l'accusant de tenir des propos injurieux contre l'empereur, d'organiser des complots, et même d'avoir une liaison avec la riche veuve mentionnée plus haut, appelée Anne en religion, « qui monte la nuit auprès de lui ».
Le rapport est expédié à l'empereur, qui se trouve alors en campagne militaire contre les Bulgares (il s'agit de la campagne de juin 763). Il ordonne au patrice Anthès, son représentant à Constantinople, de procéder à l'arrestation de la sœur Anne aux Trikhinaréai et de la lui amener dans son camp. Comme Constantin, sûr de la véracité du rapport, exige d'elle qu'elle avoue tout, elle nie avec détermination, et le souverain ordonne qu'elle soit conduite à Constantinople et incarcérée dans la prison palatiale de la Phialê (« la Fontaine »). À son retour dans la capitale, l'empereur, qui a envoyé sans résultat un eunuque dans sa cellule pour la presser de changer d'avis, lui proposant une place auprès de l'impératrice, la fait finalement fouetter nue, en public, devant le Palais. Il lui fait présenter aussi, pendant le supplice, une de ses servantes qui a témoigné contre elle. Ensuite, presque morte, elle est enfermée dans un monastère de la ville.
Un dignitaire de la cour nommé Georges se rend au mont Saint-Auxence et se fait tonsurer et admettre dans la communauté des moines par Étienne. L'empereur se plaint en public, à l'hippodrome, que les moines lui enlèvent ses proches serviteurs. Trois jours après sa tonsure, Georges s'enfuit du monastère et revient au Palais. Un nouveau rassemblement populaire est organisé à l'hippodrome et Georges est solennement dépouillé de son habit monastique, purifié  et revêtu d'un uniforme militaire. La Vie affirme que c'était un piège tramé entre l'empereur et Georges, présenté comme son mignon et surnommé paraît-il « la sénatrice ». En tout cas une troupe armée se rend au mont Saint-Auxence, incendie le monastère et l'église, disperse les disciples d'Étienne, porte l'ermite, incapable de marcher, jusqu'à une barque sur la côte, et le conduit au monastère Ta Philippikou, à Chrysopolis, où il est enfermé. Ensuite l'empereur promulgue un édit stipulant que « tout homme pris à s'approcher de la montagne d'Auxence subira la peine capitale par le glaive ».

### La relégation
Une délégation est envoyée à Étienne porteuse de l'horos du concile de Hiéreia et chargée de le lui faire signer. Elle est composée notamment de Théodose, métropolite d'Éphèse (et fils de l'ex-empereur Tibère III), de Constantin, métropolite de Nicomédie, de Sisinnios, métropolite de Pergé, de Basile, métropolite d'Antioche de Pisidie, et de dignitaires laïcs comme le patrice Calliste déjà mentionné. Le patriarche Constantin II de Constantinople a refusé de s'y associer, par peur de perdre la face devant Étienne, prétend la Vie. Après un long débat avec l'ermite, les délégués reviennent bredouilles et « couverts de honte ». L'empereur, furieux, prononce le bannissement d'Étienne sur l'île de Proconnèse. Le saint quitte le monastère Ta Philippikou, où il est resté dix-sept jours, après avoir guéri l'higoumène d'une forte fièvre. Débarqué sur l'île, il y repère une grotte dans la falaise méridionale et s'y installe, se nourrissant de plantes sauvages (vers septembre 763). Il est bientôt rejoint par tous ses anciens disciples, sauf deux (Serge, corrompu par Calliste, et Étienne, entraîné par Serge et récompensé de sa défection par un poste dans le clergé du palais impérial des Sophianæ, à Chrysopolis) ; également par sa mère et sa sœur, qui ont quitté le monastère des Trikhinaréai. Il entre ainsi dans sa quarante-neuvième année, précise la Vie (donc, fin 764).
Des gens viennent lui rendre visite depuis le continent et il opère sur eux, paraît-il, toute une série de miracles : guérison d'un aveugle-né, exorcisme d'un enfant possédé, guérison d'une hémorroïsse... Il apaise aussi les tempêtes et sauve des navires. Un soldat arménien stationné en Thrace du nom d'Étienne, plié en deux presque jusqu'au sol et ne pouvant plus se redresser, fait aussi la traversée pour voir le saint ; il en revient droit comme un I. Il raconte à ses camarades que l'ermite lui a fait baiser deux icônes, une du Christ et une de la Vierge. On lui reproche son idolâtrie et on le dénonce au stratège de Thrace. Convoqué devant l'empereur lui-même, il accepte de renier le saint et de déshonorer une icône, et en est récompensé par la charge de centurion (chef des troupes de l'éparque).

### La prison
La mère, puis la sœur, d'Étienne meurent sur l'île à une semaine d'intervalle, vers la fin de 764. Exaspéré de voir que le saint, même relégué sur l'île, continue de faire des adeptes, l'empereur le fait transférer à Constantinople, dans la prison de la Phialê. Quelques jours plus tard, il l'interroge lui-même sur la terrasse du Phare, dans le Palais. Constantin niant que piétiner une icône, c'est piétiner le Christ représenté dessus, Étienne prend alors une pièce de monnaie portant l'effigie de l'empereur, la jette par terre et la foule aux pieds. Les courtisans voulant se saisir de lui et le précipiter du haut de la terrasse, le souverain les en empêche. L'ermite est emmené enchaîné dans la prison du prétoire, siège de l'éparque, afin d'être légalement jugé pour outrage à l'empereur.
La Vie affirme qu'Étienne rejoint dans cette prison trois cent quarante-deux moines incarcérés et ayant subi diverses mutilations. Cependant la persécution des moines par Constantin V ne commence qu'après la mort du saint, en 766. S'ils étaient en prison et mutilés, ce ne peut être que pour d'autres raisons : l'Ecloga, le code de lois adopté sous Léon III, prévoyait des mutilations pour plusieurs délits.

### La mort

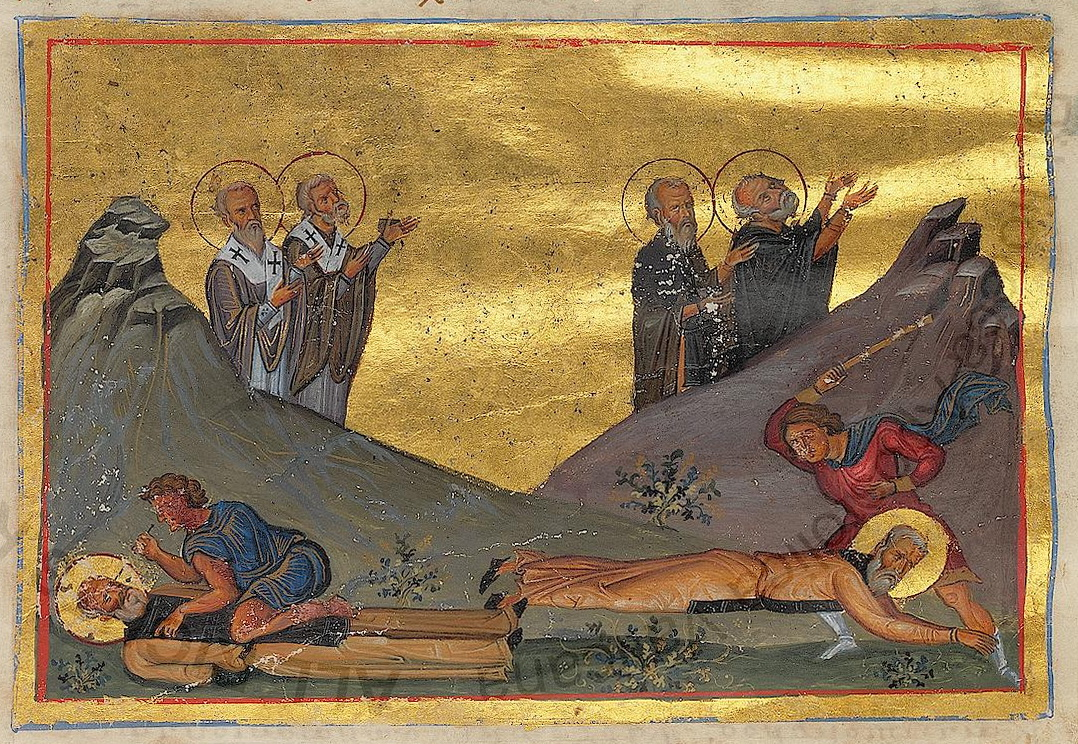
Le martyre d'Étienne le Jeune, planche du Ménologe de Basile II.

La Vie fixe le jour du « martyre » d'Étienne au 28 novembre, parce qu'elle montre l'empereur occupé à célébrer les Broumalia (fête d'origine païenne, consacrée à Dionysos, qui s'étendait du 24 novembre au 17 décembre, et qui s'est perpétuée à Byzance, malgré les condamnations ecclésiastiques, au moins jusqu'au XIIe siècle). Chacun des vingt-quatre jours correspondait à une lettre de l'alphabet grec, et on fêtait les gens dont le nom commençait par cette lettre. Le 28 novembre, on en était à la lettre Ε, et c'était donc la fête d'Eudocie, troisième femme de l'empereur, considérée comme illégitime par les dévots qui n'admettaient pas les troisièmes mariages. La Chronique de Théophane indique comme date le 20 novembre.
Théophane et Nicéphore s'accordent sur le motif de la condamnation à mort, donnée plus précisément par le second : « On l'accusait d'induire frauduleusement nombre de personnes à mépriser la gloire de ce monde, à faire peu de cas des familles et des relations de parenté, à se détourner de la cour impériale et à adopter la vie monastique » (« à dédaigner les dignités impériales et l'argent impérial », dit Théophane). Étienne s'est donc vu reprocher une campagne de conversion monastique dirigée vers des gens en place, ce que l'épisode du « mignon » Georges, dans la Vie, reflète sans doute de façon déformée. Mais les griefs contre lui allaient sûrement plus loin : en août 766, neuf mois après son exécution, un complot fut découvert dans l'entourage de l'empereur, impliquant dix-neuf très hauts personnages (le Logothète du Drome, Constantin Podopagouros, le Domestique des Excubiteurs, Stratègios, qui étaient deux frères, trois stratèges de thèmes, etc.) ; Théophane relate que les deux premiers furent exécutés « parce qu'ils étaient allés auprès du reclus et faisait triomphe à sa passion » ; plus loin, il prétend que Stratègios, qui était bel homme, répugnait aux « mœurs infâmes » de l'empereur et allait les dénoncer à Étienne, et que le souverain le fit périr « sous prétexte qu'il complotait contre lui avec le reclus ». Il apparaît donc qu'Étienne menait contre l'empereur une campagne d'opposition, et qu'il poussait à la trahison ses plus proches collaborateurs.
Selon la Vie, on rapporte à l'empereur qu'Étienne « a fait du prétoire un monastère, qu'il y célèbre des veillées, que tous les habitants de la ville accourent auprès de lui pour être instruits dans l'idolâtrie ». L'empereur, excédé, ordonne à un proximos (sous-officier de la garde) d'aller extraire l'ermite de sa prison et de procéder à son exécution ; mais il se ravise bientôt et le fait ramener au prétoire. Le soir, il envoie deux frères de son entourage malmener Étienne dans sa prison, et ses deux collaborateurs (non nommés, mais sûrement à identifier comme Constantin Podopagouros et Stratègios) le trahissent et réconfortent l'ermite au lieu de le rouer de coups. Le lendemain matin, l'empereur est averti de la conduite des deux frères : « Je ne suis pas l'empereur! hurle-t-il. Un autre est votre empereur, celui aux pieds duquel vous vous roulez, sur les pas duquel vous vous prosternez en mendiant des bénédictions! Personne n'est d'accord avec moi pour le tuer, de sorte que ma vie connaisse le repos? » Comme ceux qui l'entourent lui demandent de qui il parle, il lâche le nom d'Étienne. « Cette clique » (des soldats des Scholes et des Excubiteurs selon Théophane) se précipite alors au prétoire. Étienne est tiré par les pieds attachés à une corde sur la Mésê (la grande artère centrale de la ville) ; là, un soldat saisit une grosse barre de bois appartenant au dispositif d'un poste à incendie et lui fracasse le crâne. Ensuite, le cadavre est traîné à travers la ville et malmené ; il est finalement jeté dans la fosse commune des condamnés, au lieu-dit Ta Pelagiou.